# Яколт (Вашингтон)
Яколт (англ. Yacolt) — місто (англ. town) в США, в окрузі Кларк штату Вашингтон. Населення — 1668 осіб (2020).

## Географія
Яколт розташований за координатами 45°51′55″ пн. ш. 122°24′24″ зх. д. / 45.86528° пн. ш. 122.40667° зх. д. (45.865266, -122.406781).  За даними Бюро перепису населення США в 2010 році місто мало площу 1,30 км², уся площа — суходіл. В 2017 році площа становила 1,43 км², уся площа — суходіл.

## Демографія
Згідно з переписом 2010 року, у місті мешкало 1566 осіб у 454 домогосподарствах у складі 384 родин. Густота населення становила 1209 осіб/км².  Було 484 помешкання (374/км²).
Расовий склад населення:
| - 95,8 % — білих - 1,1 % — корінних американців - 0,5 % — чорних або афроамериканців - 0,4 % — азіатів |

До двох чи більше рас належало 2,0 %. Частка іспаномовних становила 2,1 % від усіх жителів.
За віковим діапазоном населення розподілялося таким чином: 38,6 % — особи молодші 18 років, 56,4 % — особи у віці 18—64 років, 5,0 % — особи у віці 65 років та старші. Медіана віку мешканця становила 25,0 року. На 100 осіб жіночої статі у місті припадало 103,6 чоловіків;  на 100 жінок у віці від 18 років та старших — 101,0 чоловіків також старших 18 років.
Середній дохід на одне домашнє господарство  становив 70 244 долари США (медіана — 63 889), а середній дохід на одну сім'ю — 74 700 доларів (медіана — 67 500). За межею бідності перебувало 9,6 % осіб, у тому числі 6,8 % дітей у віці до 18 років та 7,3 % осіб у віці 65 років та старших.
Цивільне працевлаштоване населення становило 670 осіб. Основні галузі зайнятості: будівництво — 25,2 %, освіта, охорона здоров'я та соціальна допомога — 15,4 %, виробництво — 14,3 %.